# Forbolo
Il forbolo è un composto organico diterpenoide di origine vegetale.
Vari esteri del forbolo presentano importanti proprietà a livello biologico, la più nota delle quali è la capacità di agire come promotore-tumorale. L'estere più comune è il 12-O-tetradecanoilforbolo-13-acetato (TPA), che è un potente attivatore della protein-chinasi C (PKC). La PKC sotto l'azione dell'estere del forbolo risulta costantemente attiva, in quanto tale estere non viene metabolizzato dall'organismo; il risultato è un'eccessiva attività della PKC, condizione che può comportare la degenerazione della cellula a  cellula tumorale.